# Phreatia bicallosa
Phreatia bicallosa är en orkidéart som beskrevs av Henry Nicholas Ridley. Phreatia bicallosa ingår i släktet Phreatia och familjen orkidéer.
Artens utbredningsområde är Sumatera. Inga underarter finns listade i Catalogue of Life.